# Burgundiska kretsen

Burgundiska kretsens läge i Tysk-romerska riket 1512.

Burgundiska kretsen var en av det Tysk-romerska rikets tio rikskretsar. Det upprättades 1512 av kejsar Maximilian I och omfattade nordvästra delen av riket, nämligen Franche-Comté eller frigrevskapet Burgund (efter vilket den var uppkallad) och de sjutton nederländska provinserna. Karl V upphävde 1548 Tyska rikets överhöghet över kretsen, men den ställdes under detta rikes skydd och var pliktig att lämna bidrag till dess försvar och till kriget mot Osmanska riket (till det förra ändamålet lika mycket som två kurfurstar, till det senare lika mycket som tre). Kretsen hade ett ombud vid tyska riksdagen och kunde insätta två bisittare i rikskammarrätten. Dess område minskades under tidernas lopp (i synnerhet genom uppkomsten av Republiken Förenade Nederländerna samt genom krig mot Frankrike) och bestod slutligen endast av de så kallade Österrikiska Nederländerna, vilka genom freden i Lunéville (1801) avträddes till Frankrike och nu till största delen utgöra kungariket Belgien.

## Källa
Den här artikeln är helt eller delvis baserad på material från Nordisk familjebok, Burgundiska kretsen, 1904–1926.